# 初夜 (漫画)
初夜（ヴァージン・ナイト）は、田中ユタカによる日本の成人向け漫画。および、それを原作とする成人向けOVA。

## ストーリー
「彼女いない歴=年齢」であったユズルに、人生初の恋人・愛美ができた。しかし、いつもいい雰囲気になりながら、一線を越えれずにいた。

## 登場人物
ユズル
本編の主人公。18歳。
誠実そうな容姿をした青年。実は半年前、ソープで童貞を卒業済み。
愛美（あずみ）
本編のヒロイン。同じく18歳。ユズルにとって初の恋人。
慎ましやかな清楚美人。かなりの巨乳であり、未だに処女を貫いている。

## 書誌情報
- 田中ユタカ 『初夜』 竹書房（バンブーコミックス）、全1巻
  1. 1997年11月27日発売 ISBN 9784812451526

## OVA
グリーンバニーより発売。ストーリーこそ踏襲しているものの、肉感的かつ大人びた絵柄に変更されている。エンディングテーマには「初めての約束」（歌：三浦伸子作詞：外邨捺子）が使われている。
- 『初夜 ヴァージンナイト』（2001年6月25日発売） JAN 4947127515788